# Wolseong-dong, Gyeongju
Wolseong-dong  (hangul:  월성동,  hanja: 月城洞) är en stadsdel i stadskommunen Gyeongju  i provinsen Norra Gyeongsang i den östra delen av Sydkorea, 280 km sydost om huvudstaden Seoul. 
I stadsdelen finns ett antal av stadens historiska och kulturella sevärdheter, bland annat Gyeongjus nationalmuseum, observatoriet Cheomseongdae, templet Hwangnyongsa och det forna palatsområdet Banwolseong.